# Para-méthoxyméthamphétamine
Pour les articles homonymes, voir PMMA.
La para-méthoxyméthamphétamine (PMMA) est une substance psychoactive de synthèse appartenant à la famille des phénéthylamines. Apparue sur le marché des stupéfiants dans les années 1980, elle est fréquemment vendue à tort comme de l'ecstasy (MDMA), avec laquelle elle présente des similitudes structurelles. Toutefois, ses différences par rapport à l'ectasy, concernant notamment le dosage et les effets, ont été à l'origine de nombreux cas d'intoxication et de décès à travers le monde.

## Histoire
Synthétisée pour la première fois en 1938 dans le cadre de recherches sur les analogues de l'amphétamine, la para-méthoxyméthamphétamine n'est apparue sur le marché récréatif que plusieurs décennies plus tard, dans les années 1980. Elle est l’une des nouvelles drogues synthétiques sans usage thérapeutique légitime décrites dans l’ouvrage Pihkal, de Alexander Shulgin et Ann Shulgin en 1991.
Dans l'Union européenne, la PMMA a été interdite en 2002 suite à une évaluation des risques menée par l'Observatoire européen des drogues et des toxicomanies,. En France, les premières analyses de cette substance par les autorités remontent à 2009, marquant son émergence sur le marché national des drogues de synthèse.
En 2016, son danger potentiel pour la santé publique étant désormais avéré dans diverses régions du Monde, elle a été placée sous contrôle international lors de la 59e session de la Commission des stupéfiants des Nations unies : par la décision 59/3 du 18 mars 2016, la PMMA a été ajoutée au Tableau I de la Convention des Nations unies sur les substances psychotropes de 1971,.

## Structure chimique et propriétés
D'un point de vue chimique, la PMMA (de formule C11H17NO) peut être considérée comme un hybride structurel de la para-méthoxyamphétamine (PMA) et de la méthamphétamine. Sa structure combine un groupe méthoxy en position para sur le cycle benzénique avec un groupe N-méthyl sur la chaîne latérale, ce qui lui confère des propriétés psychoactives distinctes.
La principale différence structurelle avec la MDMA réside dans l'absence du groupe méthylènedioxy présent dans cette dernière. Cette particularité chimique modifie significativement le profil pharmacologique et toxique de la substance, la rendant particulièrement dangereuse.

## Pharmacologie

### Mécanisme d'action
La para-méthoxyméthamphétamine agit principalement comme un agent libérateur de sérotonine, de noradrénaline et, dans une moindre mesure, de dopamine. Contrairement à la MDMA, elle présente une affinité plus faible pour les transporteurs de ces neurotransmetteurs, ce qui explique en partie son délai d'action plus long et ses effets moins intenses mais plus prolongés.

### Métabolisme
Cette substance est métabolisée dans le foie, principalement par les enzymes du cytochrome P450, notamment CYP2D6. Ses principaux métabolites incluent la para-méthoxyamphétamine et divers composés hydroxylés. La demi-vie plasmatique de la PMMA est estimée entre 5 et 7 heures, ce qui est plus long que celle de la MDMA, contribuant à sa toxicité accrue.

## Modes de consommation et présentation

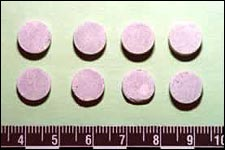
Tablets of PMMA recovered by the U.S. Drug Enforcement Administration.

La para-méthoxyméthamphétamine se présente généralement sous forme de comprimés ou de poudre. Les comprimés contenant de la PMMA sont fréquemment vendus comme de l'ecstasy, parfois en combinaison avec d'autres substances psychoactives comme la PMA ou d'autres amphétamines. Cette tromperie est particulièrement dangereuse en raison des différences significatives de dosage et de profil d'effets entre ces substances.
La consommation se fait principalement par voie orale, bien que d'autres modes d'administration comme l'inhalation ou l'injection aient été rapportés. Les comprimés frauduleux sont souvent estampillés de logos colorés imitant ceux des comprimés d'ecstasy, ou marqués Mitsubishi, Jumbo, Superman, E ou autre, ceci rendant difficile leur identification par les consommateurs.

## Effets et risques
Les effets psychoactifs de la PMMA incluent une euphorie modérée, une augmentation de l'empathie et de la sociabilité, des hallucinations visuelles et auditives légères, une stimulation physique ainsi qu'une dilatation des pupilles. Cependant, ces effets sont généralement moins intenses et d'apparition plus lente que ceux produits par la MDMA, ce qui peut inciter les consommateurs à augmenter les doses, créant ainsi un risque élevé de surdosage,.
À court terme, la consommation de PMMA peut provoquer un syndrome sérotoninergique caractérisé par des contractions musculaires, une agitation et de la confusion. D'autres effets indésirables incluent une augmentation significative de la température corporelle, une hypertension artérielle, des nausées et vomissements, une tachycardie et d'autres signes cardiovasculaires, ainsi qu'une dyspnée. L'hyperthermie constitue un symptôme particulièrement dangereux et prédominant dans les décès liés à cette substance,.
À long terme, une consommation répétée peut induire une neurotoxicité, notamment une dégénérescence des neurones sérotoninergiques. La PMMA présente plusieurs risques spécifiques : son délai d'action trompeur incite souvent à une surconsommation, sa toxicité est significativement plus élevée que celle de la MDMA, et ses effets peuvent être imprévisibles en raison de sa présence fréquente dans des mélanges avec d'autres substances.

## Statut légal
La PMMA est classée comme substance illégale dans la plupart des pays. Aux États-Unis, elle est classée comme substance de l'Annexe I en vertu de la Controlled Substances Act. Dans l'Union européenne, la PMMA est soumise à des mesures strictes de contrôle depuis 2002. En France, elle est interdite et son usage, sa production et sa distribution sont sévèrement punis par la loi.

## Épidémiologie

### Consommation en Europe
Dans l'Union européenne, la para-méthoxyméthamphétamine est toujours consommée en combinaison avec d'autres substances comme la PMA dans des comprimés vendus frauduleusement pour de l'ecstasy. Plusieurs pays européens ont rapporté des cas d'intoxication et de décès liés à cette substance, notamment la France, l’Espagne, la Belgique, la Bulgarie, la Croatie, l’Estonie, la Finlande, la Grèce, l’Irlande, l’Italie, la Norvège, les Pays-Bas, la Pologne, la Roumanie, la Slovaquie, l'Allemagne, le Danemark, l'Autriche, les Pays-Bas,,.

### Situation internationale
Au niveau mondial, la PMMA a été associée à des cas d'intoxication grave dans plusieurs pays, dont l'Australie,, les États-Unis, le Canada, la Nouvelle-Zélande et divers pays d'Asie. Bien que les données précises sur la prévalence de sa consommation soient limitées en raison de son statut illégal, les rapports des centres antipoison et des services d'urgence indiquent une augmentation des cas d'intoxication depuis les années 2000.